# 林蔚章
林蔚章（?—?）字硕田，福建闽侯人。清朝及中华民国官员。

## 生平
林蔚章毕业于日本中央大学法律科。归国后获法政科举人，曾任宪政编查馆统计科科员、邮传部七品小京官、邮传部主事。
中华民国成立后，他曾任第二次中华民国临时参议院议员，福建高等审判厅厅长，广东高等审判厅厅长。1928年12月31日，署国民政府最高法院检察署检察官。